# Marvelous+
『marvelous+』（マーヴェラス）は、FANATIC◇CRISISの通算11枚目のスタジオ・アルバム。2004年7月28日発売。発売元はSTOICSTONE。

## 解説
前作『neverland』より1年ぶりとなるラスト・アルバム。初動売上は前作の売上を超えた。オリコンチャートでTOP20入り・『POP』以来4作振り。『beautiful world』以来3作振りに器楽曲が収録されていない。

## 収録曲
全作詞・特記以外作曲:石月努
全編曲:FANATIC◇CRISIS・神林義弘
1. クラウディア　[4:41]
  - 作曲:KAZUYA
2. 鴉〈KARASU〉　[4:43]
  - 30thシングル。
3. 彼女は天使だった。　[4:31]
4. インヴェイダー　[4:03]
5. 月の魔法　[4:38]
  - 作曲: KAZUYA
  - 29thシングル。
6. Satire ～憂いのサタイアン～　[3:23]
7. 檸檬　[5:36]
8. 神風　[3:21]
9. 真珠　[5:26]
10. KNIGHT!　[3:36]
11. everlove　[4:20]
  - 31stシングル。本作の先行シングル。
  - FANATIC◇CRISISのラストシングル。